# Rhinolophus maendeleo
Rhinolophus maendeleo is een zoogdier uit de familie van de hoefijzerneuzen (Rhinolophidae). De wetenschappelijke naam van de soort werd voor het eerst geldig gepubliceerd door Kock, Csorba & Howell in 2000.